# 文殊兰碱
文殊兰碱是一种生物鹼，存在于包括石蒜科的多种植物中。它在20世纪50年代首次在文殊蘭屬的几种植物中被分离出来，并由此得名。
有多篇文献报道了它的合成方法。